# Székely Sándor (püspök)
Aranyosrákosi Székely Sándor (Székelykál, 1797. szeptember 13. – Marosszentkirály, 1852. január 27.) magyar író, unitárius lelkész, erdélyi magyar unitárius püspök 1845-től haláláig.

## Származása, tanulmányai
Unitárius lelkész családból származott. Apai ágon ősei a családalapító: Székely Boldizsár és Joó Anna voltak, akik 1610-ben kaptak Siménfalván Báthory Gábor fejedelemtől földbirtokot. A nemesi rangot fiuk, Miklós nyerte el 1774-ben, aranyosrákosi előnévvel. 
Sándor édesapja aranyosrákosi Székely István, székelykáli unitárius lelkész volt, édesanyja pedig szabédi Szekeres Klára. Zenekedvelő édesapja tanította hegedülni és énekelni. Bécsben műkedvelői koncerten Haydn egyik miséjének előadásában is közreműködött.
1808-tól bentlakó diákként hat évet tanult a székelykeresztúri középtanodában. Apja lelkészi jövedelme viszonylagos anyagi biztonságot jelentett.
1814 őszétől a János Zsigmond alapította kolozsvári főgimnáziumban tanult Mohos Dávid igazgató, Füzi János és Sylveszter György irányításával. Bekapcsolódott az Önképzőkör mozgalmába és a Remény című zsebkönyv írógárdájába. Itt került kapcsolatba Döbrentei Gáborral, akinek Erdélyi Magyar Museum c. folyóirata munkatársa lett, 1816-ban.
1820-ban jogot hallgatott. Mivel a dicsőszentmártoni zsinat akadémitának jelölte, be kellett járnia az unitárius vallású településeket. A továbbtanulás költségeit neki kellett előteremtenie, jogi tanulmányait magánúton végezte.
Külföldi továbbtanulását 1820-ban, Bécsben kezdte. Az egyetemen az ágostai és helvét hitvallású, császári és királyi teológiai tanintézetbe iratkozott be. Bécsi teológiai tanulmányait 1822. április 26-án keltezett bizonyítványa alapján dicséretes eredménnyel végezte el.
1822. május 7-én indult vissza Kolozsvárra, hogy megkezdje egyházi szolgálatát.

## Pályafutása

### Lelkészi és tanári működése
1822-től tordai lelkész és 1823-tól az ottani algimnáziumban a teológia, a görög és a német nyelv tanára volt. 1830 augusztusában a dombói zsinat igazgatónak választotta.
1823. május 6-án házasságot kötött Csipkés Erzsébettel, aki 1826-ban meghalt. Második feleségét, köpeci Nagy Rozáliát 1828. július 3-án vette el, de 1835-ben ismét özvegyen maradt. Mindkét felesége méltó segítőtársnak bizonyult. Mindketten irodalomszeretők voltak, sőt Rozália kifejezetten Kisfaludy Sándor-rajongó volt.
Az 1832. augusztus 23-ai nyárádszentlászlói zsinat Kolozsvárra rendelte, ahol az unitárius főgimnáziumban a történelem és a hittan okításával bízták meg, mellette 1833-ban az ürmösi zsinat Molnos Dávid egyházi főjegyző mellé segéddé nevezte ki, 1836-tól a kollégium igazgatója volt. Tanártársai: Kriza János, Mikó Lőrinc és Jakab József voltak. Székely Sándor a diákok részére magyar nyelvű, adatokban bő, forrásaiban korszerű tankönyvet írt.
1835-ben házasságot kötött Hincs Zsuzsannával. E házasságból született két fia még csecsemőként meghalt, harmadik fia, Ádám, Kolozsváron levéltáros lett.
Székely Sándort 1838-ban az egyház főjegyzőjévé választották. E tisztségében leginkább említésre méltó munkája az egyházi énekeskönyv átdolgozása volt. Ebben 63 ének szövegének ő a szerzője. 1843-tól püspökhelyettes, 1845-től unitárius püspök lett.

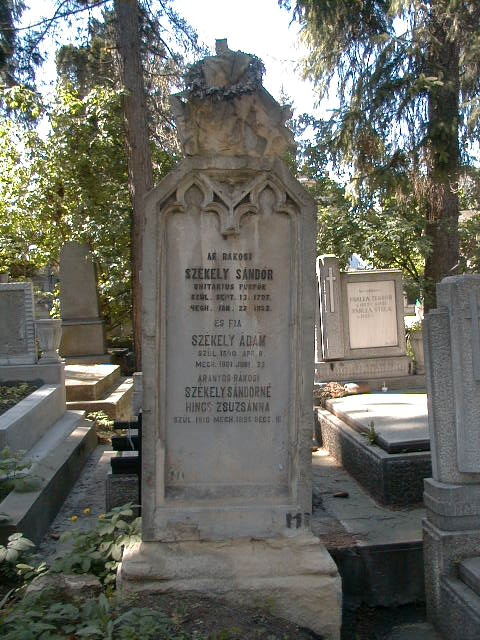
Aranyosrákosi Székely Sándor sírja Kolozsvárott, a Házsongárdi temetőben

A hét évig püspöki tisztséget betöltő aranyosrákosi Székely Sándor nevéhez fűződik az 1848. évi XX. törvénycikknek az Unitárius Egyházat az egész Magyarország területén törvényesítő határozata és a rendszeres lelkészképzés alapjainak megvetése.
Püspöksége alatt rendszeresen tartott vizitációt az egyházközségekben. 1852 telén egy háromszéki püspöki körútról hazatérőben, Marosszentkirályon fejezte be életét. A kolozsvári Házsongárdi temető „Demeter-kertjében" helyezték örök nyugalomra. Emlékkövét szív, lant és könyv díszíti. Arcképét előbb fia, később Simén Domokos örökítette meg.

### Irodalmi működése
Aranyosrákosi Székely Sándor kapcsolatban állt Kazinczy Ferenccel is, akihez szonetteket írt, de ő nem sokat törődött az ifjú szárnypróbálgatásaival. Fennmaradtak diákkori versei, ódái, szonettjei, idilljei, emlékkönyvbe írt versei és később, történelmi munkái. Musnai Ürmössy Lajos a Nemzeti Társalkodó írói között említette. E folyóiratban több történeti tárgyú, kisebb munkája látott napvilágot.
Nevét az irodalmi életben eposzaival s főleg A székelyek Erdélyben című hőskölteményével örökítette meg, amely nagy hatással volt Vörösmarty Mihályepikájára is. Eposzai példaértékűek, velük úttörő munkát végzett, a hexameteres nemzeti eposz megteremtőjeként emlékeznek meg róla az irodalomtörténészek. A székelyek Erdélyben a legjobban megírt hexameteres romantikus eposzaink közé tartozik.
Az 1830-as évektől történeti, egyháztörténeti kérdésekkel foglalkozott elsősorban. Több, ma is énekelt unitárius zsoltár szerzője. Versei, valamint a történelmi események jobb megismerését célzó munkái az Erdélyi Múzeumban (1816) és a Szépirodalmi Ajándékban (1821), a Hebében (1823–1825), a Koszorúban (1826), az Urániában (1829) és az Aglajában (1830–31) jelentek meg.

## Művei

### Vallási és történeti
- A tanítás talptételei In: Tudományos Gyűjtemény, 1823, IV.
- Magyar Unitárius énekeskönyv. Kolozsvár, 1837
- Az unitária vallás története Erdélyben. Kolozsvár, 1839
- Világtörténetek, tanulók és olvasók számára útmutatóul, Dittmár szerint. Kolozsvár, 1844, 2 kötet
- Erdélyország történetei. Kolozsvár, 1845 Szövege a MEK-ben
- Levele Nagy Mihály özvegyéhez, dézsfalvi Simon Judithoz, Bécs, 1821. január 30. In: Aranyosvidék, 1893. 43. szám
- A székelyek Erdélyben. Régi magyar könyvtár (1). Heinrich Gusztáv, Budapest, 1897

### Vers
- Ember. In: Erdélyi Múzeum 5. füzet, 1814
- Tél (óda)
- Isten (óda)
- A tudóshoz (óda), 1816

### Eposz
A mítoszra szomjas romantikus utódok kitalálták a nemzeti mitológiákat. Ennek az igyekezetnek döntő és korszakmeghatározó fordulata volt nálunk Vörösmarty eposza, a Zalán futása. Hadúrt azonban nem Vörösmarty találta ki, még csak nem is Czuczor Gergely, aki már Vörösmarty előtt írt erről az ősmagyar istenről. A kezdet, a kitalálás és vele a hexameterekben írt romantikus magyar nemzeti eposz első megvalósítása Székely Sándor érdeme. Bécsi diákként találkozott az ossziáni költészettel (amelyet többek közt Goethe is fordított) és Klopstock német hexameteres epikájával.
- A székelyek Erdélyben eposz Bécsben, 1822-ben született. A három énekből álló munka a hunoknak Erdélyben való letelepedését örökíti meg. Először az Igaz Sámuel által kiadott Hebe c. zsebkönyben jelent meg, 1823-ban Pesten, majd a Régi magyar Könyvtár I. kötetében Budapesten, 1897-ben. Megjelent a Magyar Könyvtár 406. füzetében is, bevezetéssel ellátta és sajtó alá rendezte Barátosi Balogh Benedek. Budapest, 1905
- A kenyérmezei harc (5 ének, 1817)
- Camoens Lusiada, I. ének fordítása (1818)
- Dierniász, Ossziánt utánzó regényes hősköltemény
- Vienniász címen Bécs 1683-ban átélt török ostromát és felmentését akarta megírni 25 énekben, a Berzsenyinél oly gyakori alkaioszi ódaformában, azonban csak egy harminchat szakaszból álló részlet jelent meg Rege Bécs ostroma idejében 1683 címmel, 1824-ben.
- Mohácsról szóló eposz, amelyet Vörösmarty Mihály jelentetett meg a Tudományos Gyűjtemény szépirodalmi mellékletében, majd megjelent 1924-ben is, Tordán.
- Hunyadiról szóló eposz (1830-1831), amely már Vörösmarty hatását tükrözi.

Kísérletezett, Kisfaludy Sándor nyomán, a regeírással is: 
- Mikola Mária, hősrege 1660-ból
- Rege Bécs ostroma idejéből, 1683-ból

## Emlékezete
A köztudatban mint Vörösmarty előfutára vált ismertté, de a 19. század egyháztörténelmének is sokoldalú és meghatározó szereplője volt.
Emlékét elsősorban az unitárius egyház őrzi. Könyvtára, amely később a kolozsvári unitárius kollégium könyvtárába került, klasszikusok, teológiai, történelmi és szépirodalmi könyvek gyűjteményét képezi.
„Aranyosrákosi Székely Sándor szellemes kis hexameteres epikája, az 1822-ben megjelent A székelyek Erdélyben ösztönző hatású az egész nemzedékre. 1824-ben hexameteres nemzeti eposszal lép fel Czuczor Gergely. Vörösmarty Mihály akkor már írja a Zalán futását, amely 1825-ben megjelenik. Telibe talált egy éppen korszerű igényt. A hexameteres eposz időszerűsége csak néhány rövid év volt, de ezekben az években ez a fő műfaj.”